# Phortica annulata
Phortica annulata är en tvåvingeart som först beskrevs av Malloch 1923.  Phortica annulata ingår i släktet Phortica och familjen daggflugor. Inga underarter finns listade i Catalogue of Life.